# Patrick McEnroe
Patrick John McEnroe (Manhasset, 1º luglio 1966) è un ex tennista statunitense.
Fratello del più celebre John, in passato è stato capitano della squadra statunitense di Coppa Davis.

## Carriera tennistica
Vincitore nel 1989 del torneo di doppio agli Open di Francia in coppia con Jim Grabb. e sempre nello stesso anno del Master di Londra, ha raggiunto in singolare, come massimo risultato, la 28ª posizione nel ranking ATP. Vincitore di un solo torneo ATP di singolare, ha comunque raggiunto, nel 1991, la semifinale di un torneo del Grande Slam, gli Australian Open.
McEnroe è sposato con l'attrice Melissa Errico dal 1998 e la coppia ha tre figlie.

## Finali in singolare

### Vittorie (1)
| Nº | Data           | Torneo                       | Superficie | Avversario della finale | Risultato   |
| -- | -------------- | ---------------------------- | ---------- | ----------------------- | ----------- |
| 1. | 9 gennaio 1995 | Sydney International, Sydney | Cemento    | Richard Fromberg        | 6-2, 7–6(4) |

### Finali perse (3)
| Nº | Data              | Torneo                      | Superficie     | Avversario della finale | Risultato          |
| -- | ----------------- | --------------------------- | -------------- | ----------------------- | ------------------ |
| 1. | 25 febbraio 1991  | Chicago Grand Prix, Chicago | Sintetico      | John McEnroe            | 6-3, 2-6, 4-6      |
| 2. | 26 agosto 1994    | Heineken Open, Auckland     | Cemento        | Magnus Gustafsson       | 4-6, 0-6           |
| 3. | 26 settembre 1994 | Swiss Indoors, Basilea      | Cemento indoor | Wayne Ferreira          | 6-4, 2-6, 6-7, 3-6 |